# Bunch of Hits
Bunch of Hits è una raccolta di successi del gruppo femminile pop / dance britannico delle Bananarama, pubblicata nel 1993 e contenente per lo più le stesse tracce già incluse nella loro prima compilation ufficiale, The Greatest Hits Collection del 1988. Questa nuova collection, che non esce per la casa discografica storica della band, la London Records, bensì per la piccola etichetta Alex Records, contiene sia singoli di successo che tracce originariamente incluse sui vari album di studio delle ragazze. Curiosamente, la tracklisting omette due tra le hit più famose delle Bananarama, vale a dire "Cruel Summer" e "Venus", dando invece spazio a due lati B, registrati durante le session per il terzo long playing di studio, True Confessions del 1987, entrambi inediti all'epoca della loro prima uscita e qui disponibili per la prima volta su CD, cioè "Scarlett" (lato B di "More Than Physical" del 1986) e "Ghost" (retro di "Do Not Disturb" del 1985). La raccolta esce con diverse copertine e titoli vari nei differenti paesi, nel corso degli anni, per esempio Pop Giants in Germania, nel 1997, Collection Series in Australia, sempre nel 1997, Robert DeNiro's Waiting (dal titolo di uno dei più grandi successi del trio) nei Paesi Bassi, nel 1999, oltre a venire ripubblicata anche in Gran Bretagna, nel 1998, con una diversa copertina e il titolo leggermente alterato in A Bunch of Hits, comprendente l'articolo indeterminativo, assente nel titolo originario della prima edizione del 1993.

## Tracce
1. Love in the First Degree
2. Bad for Me
3. I Heard a Rumour
4. Ain't No Cure
5. I Can't Let You Go
6. Hooked on Love
7. Young at Heart
8. Robert DeNiro's Waiting
9. Hot Line to Heaven
10. Dance with a Stranger
11. Scarlett
12. Ghost
13. Rough Justice
14. Cheers Then